# Memmelshoffen
Memmelshoffen – miejscowość i gmina we Francji, w regionie Grand Est, w departamencie Dolny Ren.
Według danych na rok 1990 gminę zamieszkiwały 263 osoby, 145 os./km².